# Isla de Grand Ribaud
Isla de Grand Ribaud o Isla del Gran Ribaud (en francés: Île du Grand Ribaud) se encuentra entre la isla de Porquerolles, y la península de Giens, a 1 km al suroeste del muelle de Tour fondue en Hyères, al sur del país europeo de Francia.
Esta isla fue comprada por el profesor Charles Richet, Premio Nobel de Fisiología en 1913. En la actualidad pertenece a sus herederos, que fundaron una sociedad civil.
Por su solicitud, la isla fue clasificada como no urbanizable para evitar la especulación. Sólo dos casas están en el lado este, una con dos plantas y una torreta.